# Paropsia vareciformis
Paropsia vareciformis là một loài thực vật có hoa trong họ Lạc tiên. Loài này được (Griff.) Mast. mô tả khoa học đầu tiên năm 1871.